# 由岐町
由岐町（ゆきちょう）は、徳島県の南東部に位置した町。
太平洋に面し平野部の少ない漁業の盛んな町である。
海部郡上灘3町（日和佐町、由岐町、牟岐町）の合併は白紙になったが、2006年3月31日に日和佐町と合併し、美波町となった。
海岸地形は、リアス式海岸でその入り江に八集落が点在している。明治期にアメリカ船が志和岐沖で座礁した時には、村民総出で救出し、それを聞いたアメリカ大統領から、銀メダルや賞状、250ドルを送られたという逸話がある。特産品は、アワビ、サザエ、イセエビなどの魚介類で、その加工品であるかまぼこなども知られる。

## 地理
徳島県の南東部に位置し、東北から南西に細長い形をしている。海岸線はリアス式海岸となっており、その入江に各集落が点在している。平野部は少なく、町の背後はすぐ山地となっており陸の孤島といった感がある。そのため道路交通の便は非常に悪く、一車線道路が大部分を占める。由岐、木岐地区が町の中心である。
- 山：明神山
- 川：伊座利川、阿部東川、志和岐川、木岐川
- 島：箆野島

### 隣接している自治体
- 阿南市
- 海部郡日和佐町

## 歴史

### 中世の由岐湊

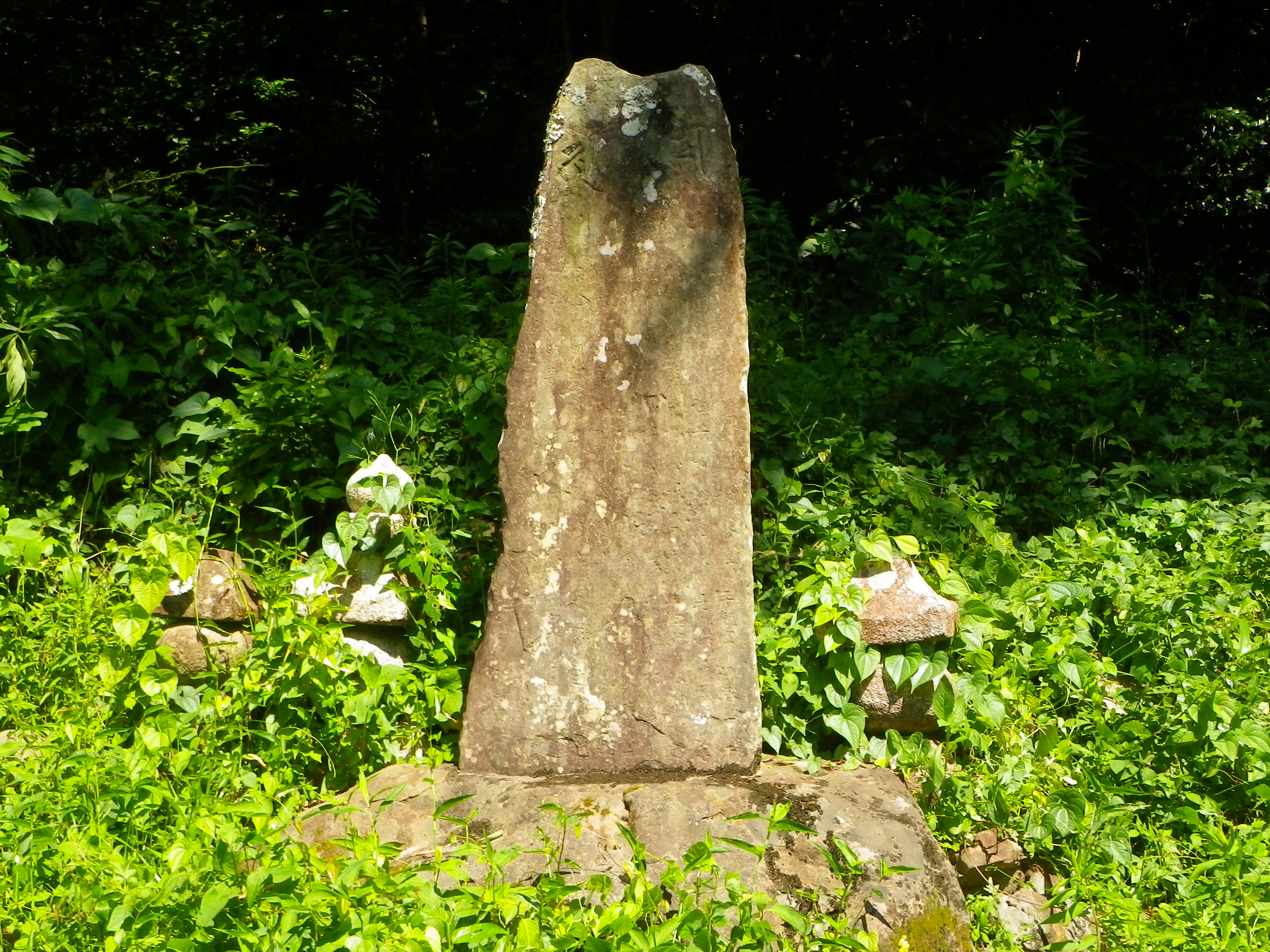
康暦碑。正平・康安地震による津浪犠牲者の供養碑とされる。徳島県美波町東由岐。

『平家物語』では「権亮三位中将維盛は、与三兵衛重景、石童丸と、武里と云舎人、此三人を召しぐして、忍びつつ屋島のたちを出で、阿波国雪の浦より鳴戸の沖をこぎ渡り、和歌の浦、吹あげの浜、玉津島明神、日前、国懸の御前を過ぎて、紀伊ぢの由良の湊といふ所に着給へり、」、『太平記』では「中にも阿波の雪の湊と云浦には、俄に太山の如なる潮漲来て、在家一千七百余宇、悉く引塩に連て海底に沈しかば、家々に所有の僧俗・男女、牛馬・鶏犬、一も不残底の藻屑と成にけり。」とあり、これらに登場する雪ノ浦、あるいは雪湊は鎌倉時代から室町時代頃の由岐の港町を指しているものと考えられる。雪ノ湊は東由岐の大池一帯辺りと推定され、大池千軒の伝承も残される。
『太平記』の記述は正平16年/康安元年（1361年）の正平・康安地震津波により、1700軒も建ち並ぶ雪湊の町が津波にさらわれ海底に沈んだことを示す記事であり、当時としては大きな港町であったことが窺われる。この津波災害の根拠とされているのが、由岐町に現存する、津波災害碑である貞治6年（1367年）に地蔵尊を彫ったとされる貞治の碑および康暦2年（1380年）に建立された康暦碑である。また東由岐の南に位置する由宇には安山岩で造られた九州型板碑があり、当時、雪湊は九州や土佐への中継拠点として栄えたことを窺わせる。また康暦碑のある東由岐の大池から13世紀頃の和泉型瓦器碗や開元通寳から皇宋元寳までの唐 - 宋銭が出土しており、交易が盛んであったと推定される。

### 近世・近代
- 戊辰戦争 由岐沖で阿波沖海戦があった。この海戦は日本初の洋式艦同士の戦いで薩摩艦隊は、一隻を失ったが幕府艦隊を振りきり逃走した。由岐町には、その海戦を伝える阿波沖海戦公園がある。
- 1889年 町村制施行で三岐田村、阿部村発足。
- 1922年 三岐田村、町制施行で三岐田町に。
- 1955年2月11日 三岐田町が阿部村を編入し、同日付で改称し、由岐町が発足。
- 2006年3月31日 日和佐町と新設合併し、美波町が発足。同日付で由岐町が廃止。

## 行政
- 町長 兵庫賢敏（2000 - 2005年）

## 経済

### 産業
- 主な産業は漁業である。過疎化が進んでおり、主産業である漁業でも就業者の高齢化が深刻である。また、その開発が及んでいない自然を利用した都市との交流事業で、地域活性化を図っている。

## 地域

### 教育
- 中学校
  - 由岐町立由岐中学校
  - 由岐町立由岐中学校阿部分校
  - 由岐町立由岐中学校伊座利分校
- 小学校
  - 由岐町立由岐小学校
  - 由岐町立木岐小学校
  - 由岐町立阿部小学校
  - 由岐町立伊座利小学校

## 交通
- 地理の項でも記述したように、道路交通インフラは非常に悪いが、現在国道55号のバイパスである、阿南安芸自動車道日和佐道路の建設が進んでおり、完成すれば他自治体からのアクセスは非常に良くなる。

### 鉄道路線
- 四国旅客鉄道
  - 牟岐線 （阿南市・徳島県）- 由岐駅 - （臨）田井ノ浜駅 - 木岐駅 -（日和佐町・徳島県）

### 道路
- 都道府県道
  - 徳島県道25号日和佐小野線
  - 徳島県道26号由岐大西線

### 船舶
- 現在、離島・その他の地区への定期航路はない。

## 観光

### 名所
- 田井の浜
- ぽっぽマリン
- 潮吹き岩展望台

### 社寺・史跡
- 吉野神社
- 荘厳寺
- 光明寺
- 持福寺
- お水大師

### 祭事
- 由岐町天神祭り（7月日曜）
- 由岐の連続秋祭り（9月中旬）
- 由岐伊勢エビ祭り（10月日曜）

## 出身有名人
- 小坂奇石（書家）
- 喜井黄羊（画家）
- 悦田喜和雄（小説家）

## 関連文献
- 『三岐田町史』徳島県海部郡三岐田町、1925年。NDLJP:911220。